# 20897 Deborahdomingue
20897 Deborahdomingue (tên chỉ định: 2000 WR142) là một tiểu hành tinh vành đai chính. Nó được khám phá thông qua Chương trình nghiên cứu đối tượng gần Trái Đất của đài thiên văn Lowell ở trạm Anderson Mesa ở Coconino County, Arizona, ngày 20 tháng 11 năm 2000. Nó được đặt theo tên Deborah L. Domingue thuộc phòng Lab ứng dụngVật lý ở Đại học Johns Hopkins.